# و
و‎(아랍어: ﻭﺍﻭ 와우[*])는 아랍 문자의 스물 일곱번째 글자로, 음가는 양순 연구개 접근음 /w/를 갖는다. 아랍어에서는 장모음 /uː/ 또는 이중모음 /au/을 표기할 때도 사용된다.
페니키아 문자 waw ()에서 계승된 문자 중 하나로, 히브리 문자의 ו‏, 옛 그리스 문자のϜ, 로마자 F에 대응된다.
| 단어에서의 위치: | 독립형 | 어미형 | 어중형 | 어두형 |
| ---------------- | ------ | ------ | ------ | ------ |
| 문자 형태:       | و‎      | ـو‎     | ـو‎     | و‎      |

와우는 어두형과 어중형이 없이 단독형과 어말형만이 있으며, 어두나 어중에 올 때는 독립형 및 어말형의 형태를 쓰며, 뒤의 문자와 연결되지 않는다.
페르시아어에서는 이 문자의 이름이 '바브'(vav)이며, 유성 순치 마찰음 /v/의 음가를 갖는다. 또한, 문자 순서에서 하(ه‏) 보다 앞에 위치한다.

## 관련 문자
위구르어에서는 와우에 부호를 붙혀 파생된 문자들이 존재한다.
- و‏ (U+0648) : /o/
- ۇ‏ (U+06C7) : /u/
- ۆ‏ (U+06C6) : /ø/
- ۈ‏ (U+06C8) : /y/
- ۋ‏ (U+06CB) : /w/

## 부호 위치
| 문자 | 유니코드 | 문자참조                    | 이름            |  |
| ---- | -------- | --------------------------- | --------------- |  |
| و    | U+0648   | 와우                        | &#x648; &#1608; |  |
| ؤ    | U+0624   | 와우 함자(함자가 붙은 와우) | &#x624; &#1572; |  |